# Калник (Хорватія)
46°07′ пн. ш. 16°28′ сх. д. / 46.11° пн. ш. 16.46° сх. д.
Калник (хорв. Kalnik) — громада і населений пункт в Копривницько-Крижевецькій жупанії Хорватії.

## Населення
Населення громади за даними перепису 2011 року становило 1 351 осіб. Населення самого поселення становило 325 осіб.
Динаміка чисельності населення громади:
Динаміка чисельності населення центру громади:

## Населені пункти
Крім поселення Калник, до громади також входять:
- Бор'є
- Камешниця
- Обреж-Кальницький
- Поповець-Кальницький
- Поток-Кальницький
- Шопрон
- Войновець-Кальницький